# Zemský okres Krušné hory
Zemský okres Krušné hory (německy Erzgebirgskreis) je zemským okresem Svobodného státu Sasko v Německu. Na západě hraničí s okresem Fojtsko, na severu pak s okresem Cvikov (Zwickau) a městským okresem Saská Kamenice (Chemnitz). Na východě sousedí s okresem Střední Sasko (Mittelsachsen) a na jihovýchodě s Českou republikou, konkrétně s Ústeckým a Karlovarským krajem.
Vznikl v roce 2008 v rámci územní reformy sloučením dřívějších okresů Annaberg, Aue-Schwarzenberg, Stollberg a Mittlerer Erzgebirgskreis. Žije zde přibližně 327 tisíc obyvatel. Jak z názvu vyplývá, okres se nachází v saské části Krušných hor. Pramení zde řeky jako Cvikovská Mulda nebo Zschopau. Nachází se zde nejvyšší hora Saska a bývalého Východního Německa Fichtelberg s vrcholem ve výšce 1214,6 m n. m.

## Města a obce
| Města | Města | Obce | Obce | Obce |
| --- | --- | --- | --- | --- |
| 1. Annaberg-Buchholz 2. Aue-Bad Schlema 3. Ehrenfriedersdorf 4. Eibenstock 5. Elterlein 6. Geyer 7. Grünhain-Beierfeld 8. Johanngeorgenstadt 9. Jöhstadt 10. Lauter-Bernsbach 11. Lößnitz 12. Lugau 13. Marienberg 14. Oberwiesenthal | 1. Oelsnitz 2. Olbernhau 3. Pockau-Lengefeld 4. Schneeberg 5. Schwarzenberg 6. Scheibenberg 7. Schlettau 8. Stollberg/Erzgeb. 9. Thalheim 10. Thum 11. Wolkenstein 12. Zschopau 13. Zwönitz | 1. Amtsberg 2. Auerbach 3. Bärenstein 4. Bockau 5. Börnichen 6. Breitenbrunn 7. Burkhardtsdorf 8. Crottendorf 9. Deutschneudorf 10. Drebach 11. Gornau | 1. Gelenau 2. Gornsdorf 3. Großolbersdorf 4. Großrückerswalde 5. Grünhainichen 6. Heidersdorf 7. Hohndorf 8. Jahnsdorf 9. Königswalde 10. Mildenau 11. Niederdorf | 1. Neukirchen 2. Niederwürschnitz 3. Raschau-Markersbach 4. Schönheide 5. Sehmatal 6. Seiffen 7. Stützengrün 8. Tannenberg 9. Thermalbad Wiesenbad 10. Zschorlau |